# 동전 초콜릿
동전 초콜릿(銅錢+chocolate)은 동전 모양으로 만든 초콜릿이다. 포일로 포장되어 있다.

## 사진

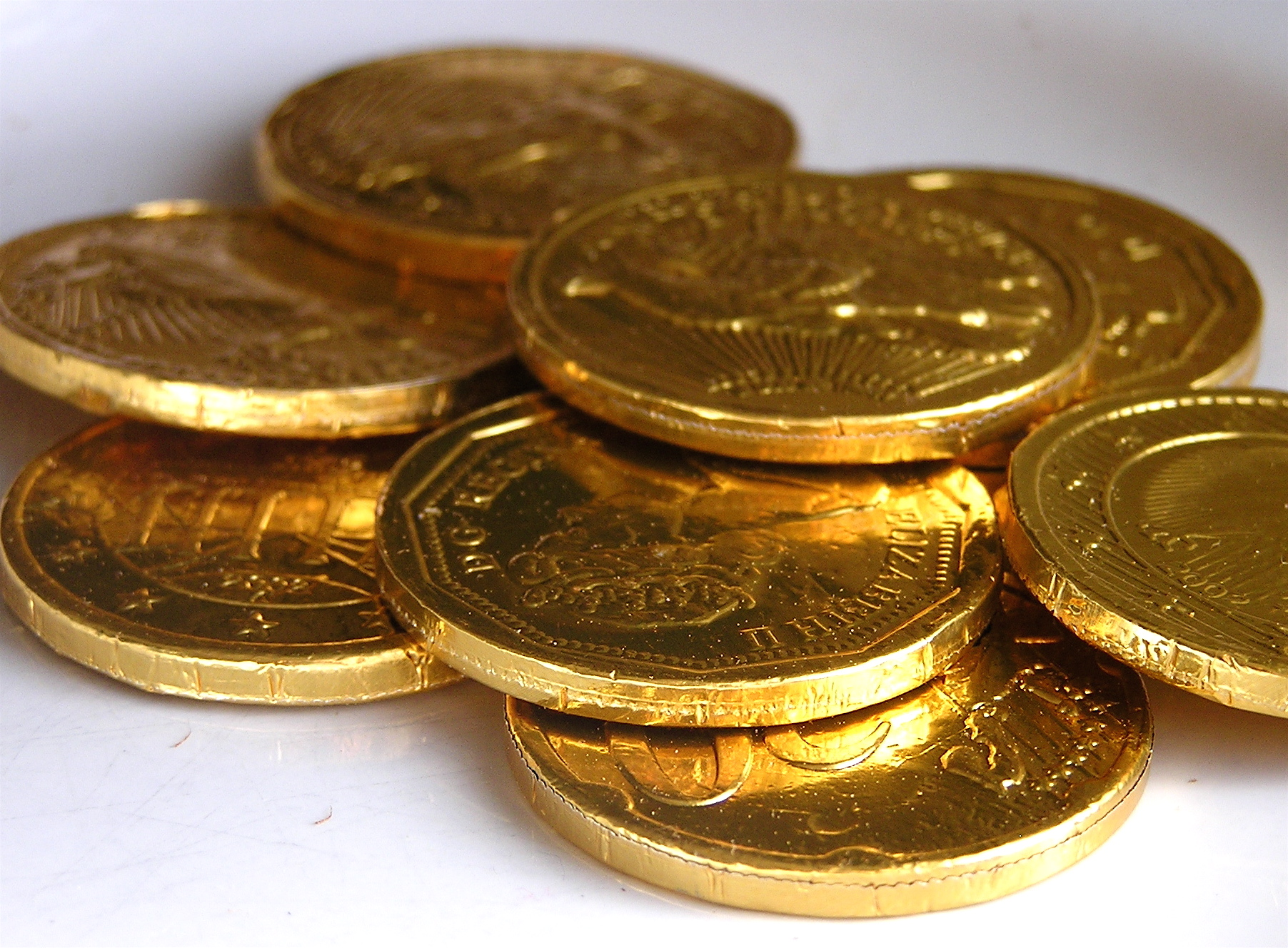
동전 초콜릿